# Vacances payées (film, 1938, Santell)
Pour les articles homonymes, voir Vacances payées.
Pour plus de détails, voir Fiche technique et Distribution.
Vacances payées (Having Wonderful Time) est un film américain en noir et blanc réalisé par Alfred Santell, sorti en 1938.

## Synopsis
Teddy est une jeune dactylographe d'un bureau animé new-yorkais, qui vit dans un appartement bruyant qu'elle partage avec quatre générations de sa famille. S'ennuyant terriblement, elle décide un jour de se rendre dans un camp de vacances à la montagne, appelé « Camp Kare Free », pour se reposer tout en s'éloignant de la vie urbaine. Cela lui permet également d'éviter les incessantes avances d'Emil Beatty, que sa mère souhait à tout prix qu'elle épouse.
La station balnéaire lui a été recommandée par son amie Fay Coleman, qui y a déjà séjourné pendant un certain temps, en compagnie de son petit ami, Mac. Teddy rencontre le serveur Chick à la gare et, au début, ne l'aime pas. Fay l'accueille au camp et lui présente Mac. Ils sont surpris que Teddy et Chick soient en froid. Mac explique que les serveurs doivent payer leur travail en gagnant leur paie en pourboires et la plupart d'entre eux sont des étudiants.
Chick est en école de droit et Teddy rencontre les deux autres compagnes de cabine de Fay, Miriam et Henrietta. Elle rencontre également Buzzy Armbruster, un homme d'affaires prospère qui possède une cabine privée. Miriam a des vues sur Buzzy, qui semble avoir des vues sur toutes les jolies filles. Bientôt, Teddy et Chick tombent amoureux et passent tous les jours ensemble. Les campeurs sont de tous âges, y compris de vieux couples mariés, et tous sont divertis par Itchy le directeur social. La dernière nuit de Teddy au camp est la nuit de la Fiesta japonaise. Elle et Chick s'assoient au bord du lac et parlent de l'avenir ; il faudra peut-être des années avant qu'il puisse la demander en mariage, et elle est prête à attendre. Mais après qu'ils se sont embrassés, son amour pour elle le submerge ; il veut qu'ils deviennent amants en attendant de se marier. Teddy est choquée et en colère et le quitte pour aller à la fête, où elle retrouve Buzzy. Un orage éclate, et la fête se déplace vers la cabane de Teddy, où Chick l'attend. Teddy s'invite dans la cabane de Buzzy, où il lui demande s'ils peuvent "se mettre ensemble". Elle dit à Buzzy qu'elle n'est pas intéressée, et il accepte son refus avec calme. Lorsqu'il lui propose de jouer au backgammon, Teddy hurle de joie ; elle adore jouer au backgammon.
À la fête, Miriam raconte à Chick l'effet fascinant de Buzzy sur les femmes, y compris sur elle-même. Chick se précipite pour sauver Teddy, mais il est gêné lorsqu'il voit l'innocent jeu de société. Il retourne à la fête et attend sur le porche que Teddy rentre à la maison. Les heures passent, et après douze parties de backgammon (score de 11 à 1 en faveur de Teddy), Teddy dit à Buzzy, épuisé, d'aller se coucher pour se reposer. Il va se coucher et ferme la porte à clé derrière lui. Elle ouvre les rideaux de façon à être vue et fait semblant de jouer avec Buzzy. Chick renonce à attendre, et Teddy s'endort accidentellement dans la cabane de Buzzy et y passe la nuit. En essayant de s'éclipser le lendemain matin, Teddy est repéré par Miriam, qui jette une pierre à travers la fenêtre de la chambre de Buzzy.
Emil se présente pour ramener Teddy en ville. Au début, elle essaie de le repousser, mais elle voit Chick et l'invite à prendre le petit-déjeuner. Les deux s'assoient pour manger, avec Chick comme serveur. Tous les trois entendent Miriam crier sur Buzzy pour avoir fait passer la nuit à Teddy. Chick se met à frapper et suit Teddy hors de la salle à manger. Les deux se réconcilient, et il lui demande sa main. Tout ce dont ils ont besoin est un plateau de backgammon, et elle en a un.

## Fiche technique
- Titre: Vacances payées
- Titre original : Having Wonderful Time

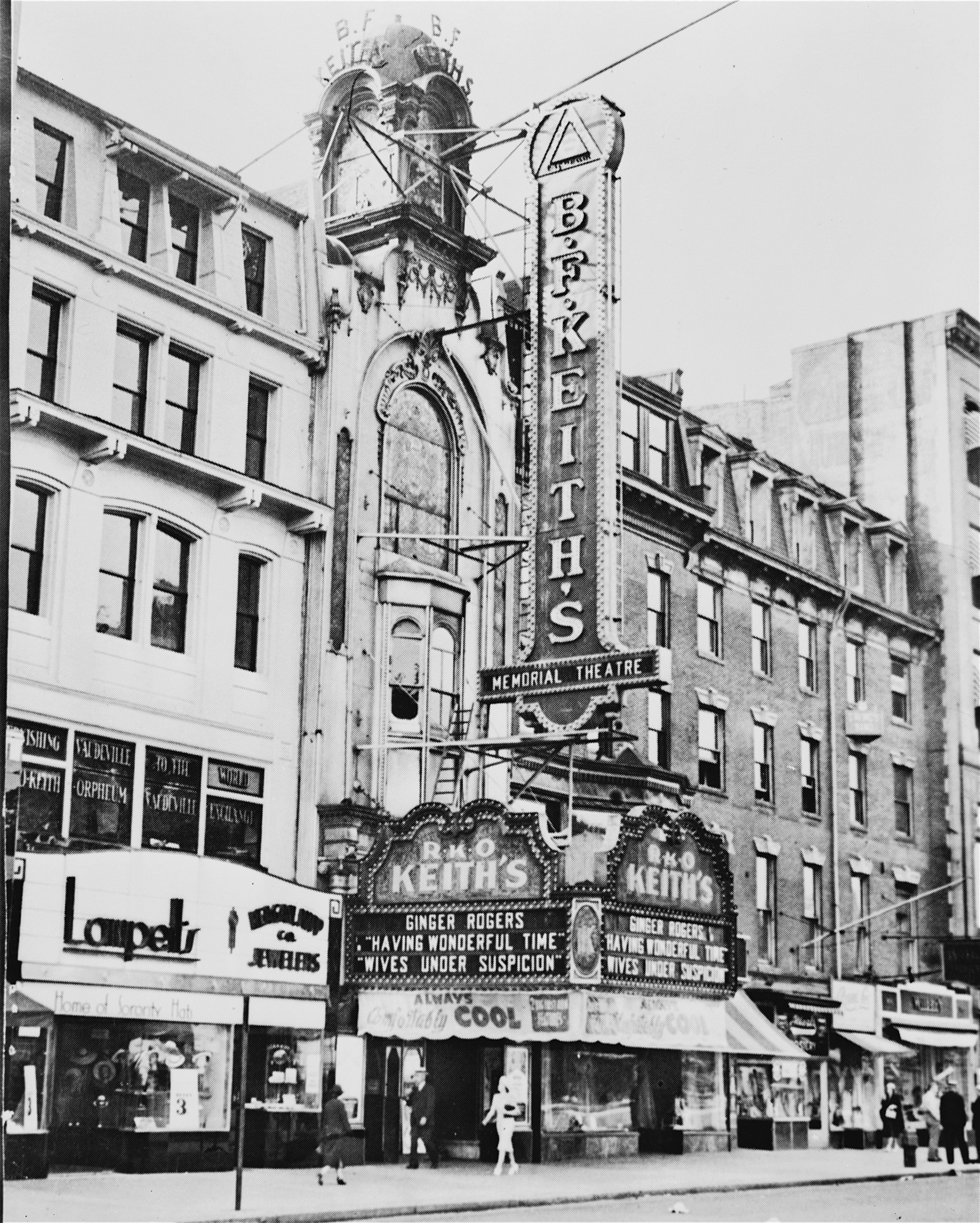
Le film à l'affiche d'un cinéma de Boston en 1938.

- Réalisation : Alfred Santell, assisté de Robert Parrish (non crédité)
- Scénario : Arthur Kober, d'après sa pièce de théâtre Having Wonderful Time (1937)
- Musique : Roy Webb (non crédité)
- Direction artistique : Van Nest Polglase
- Chorégraphe : Hermes Pan
- Costumes : Renié et Edward Stevenson
- Photographie : Robert De Grasse
- Montage : William Hamilton
- Directeur de production : Pandro S. Berman
- Producteur : Marc Connelly
- Société de production et de distribution : RKO Pictures
- Pays de production :  États-Unis
- Langue d'origine : anglais américain
- Format : noir et blanc — 35 mm — 1,37:1 — son : mono (RCA Victor System)
- Genre : comédie romantique
- Durée : 70 minutes
- Dates de sortie :
  - États-Unis : 1er juillet 1938
  - France : 12 janvier 1939

## Distribution
- Ginger Rogers : Thelma 'Teddy' Shaw
- Douglas Fairbanks Jr. : Chick Kirkland
- Peggy Conklin : Fay Coleman
- Lucille Ball : Miriam 'Screwball'
- Lee Bowman : Buzzy Armbruster
- Eve Arden : Henrietta
- Dorothea Kent : Maxine
- Red Skelton : Itchy Faulkner, le directeur du camp
- Donald Meek : P.U. Rogers, le propriétaire du Camp
- Jack Carson : Emil Beatty
- Clarence Wilson : M. « G »
- Margaret McWade : Mme « G »
- Allan Lane : Maxwell 'Mac' Pangwell
- Grady Sutton : Gus
- Shimen Ruskin : Shrimpo
- Dorothy Tree : Frances
- Leona Roberts : Mme Shaw
- Harlan Briggs : M. Shaw
- Inez Courtney : Emma, la sœur de Teddy
- Juanita Quigley : Mabel, la fille d'Emma
- Ann Miller : Vivian